# Лаверна и Ширли
«Лаверна и Ширли» (англ. Laverne & Shirley) — длительный американский комедийный телесериал, транслировавшийся на канале ABC с 26 января 1976 по 10 мая 1983 года. В сериале снялись Пенни Маршалл в роли Лаверны и Синди Уильямс в роли Ширли, персонажи которых были соседками по комнате и вместе работали на пивоваренном заводе в Милуоки в конце пятидесятых годов.

## Основа
«Лаверна и Ширли» является спин-оффом ситкома «Счастливые дни», в котором две главные героини ранее появились. Сериал стал одним из наиболее успешных и рейтинговых проектов американского телевидения. Наибольшего успеха достигли третий и четвёртый сезоны, которые заняли первое место в годовой рейтинговой таблице самых популярных программ на телевидении. Проект шесть раз выдвигался на премию «Золотой глобус», в том числе дважды в категории за лучший телевизионный сериал — комедия или мюзикл, и четырежды за лучшую женскую роль в телевизионном сериале — комедия или мюзикл, трижды Пенни Маршалл и единожды Синди Уильямс.

## Рейтинги
На протяжении четырёх сезонов сериал был крайне успешен в рейтингах, однако в 1980 году создатели решили изменить место действия шоу и отправили персонажей в Бербанк, Калифорния, в ходе чего рейтинги резко пошли на спад. В 1982 году Синди Уильямс в связи с беременностью покинула шоу и последующий и финальный год в проекте была только одна Пенни Маршалл, которая продолжала играть свою роль, однако название сериала осталось прежним. «Лаверна и Ширли» считается первым сериалом, который был направлен на защиту прав женщин, а также единственной программой о независимости женщин в пятидесятые годы.